# Юрьев Камень
Ю́рьев Ка́мень — гора со скалами на вершине в Пригородном районе Свердловской области России, одна из высочайших горных вершин горного хребта Весёлые горы. Находится в юго-западных окрестностях Нижнего Тагила, неподалёку от посёлка Черноисточинска, на перешейке между Ленёвским и Черноисточинским прудами. Геоморфологический и ботанический памятник природы, место отдыха.

## Географическое положение
Гора Юрьев Камень расположена в Горноуральском городском округе, между Черноисточинским и Ленёвским прудами, в 8 километрах к югу-юго-западу от посёлка Черноисточинска. Гора представляет собой обособленный горный массив, абсолютная высота вершины 501,2 метра. Склоны покрыты лесом.

## Описание
Гора полностью покрыта лесом. На склонах Юрьева Камня выступает несколько скал причудливой формы: Журавка, Змеева, Юрьев Камень, Окалейский Камень, Большая Пороховая. Одна из скал рассечена глубокой расщелиной шириной около метра, благодаря чему скала напоминает два дома с узкой улицей старинного европейского города. По склонам горы в Черноисточинский пруд стекают речки Свистуха, Лодочников, Иппатовка, Бурундуковка, Продольный поток, а в Ленёвский — Осиновка и Каменка.

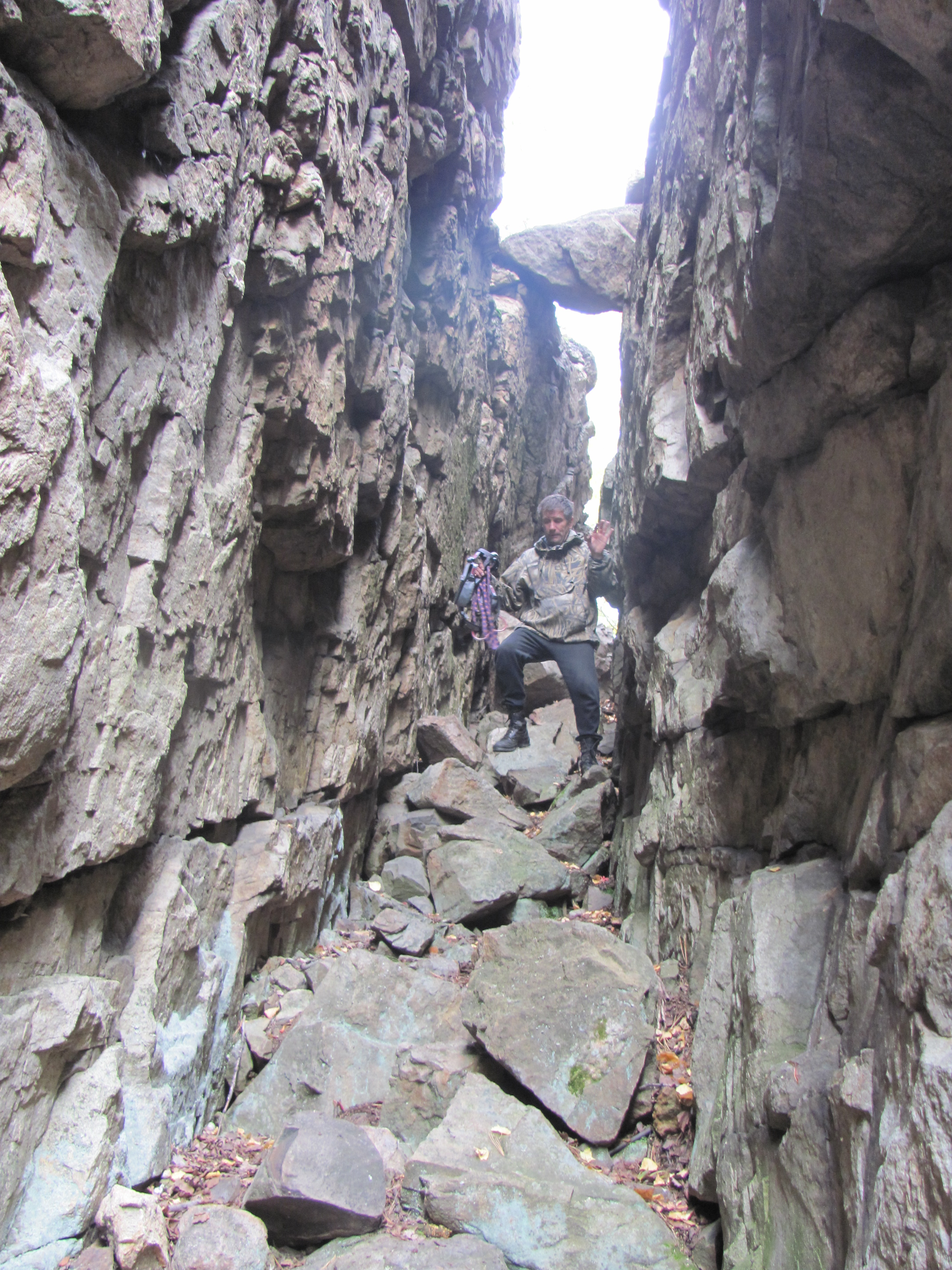
Расщелина в скале Юрьева Камня
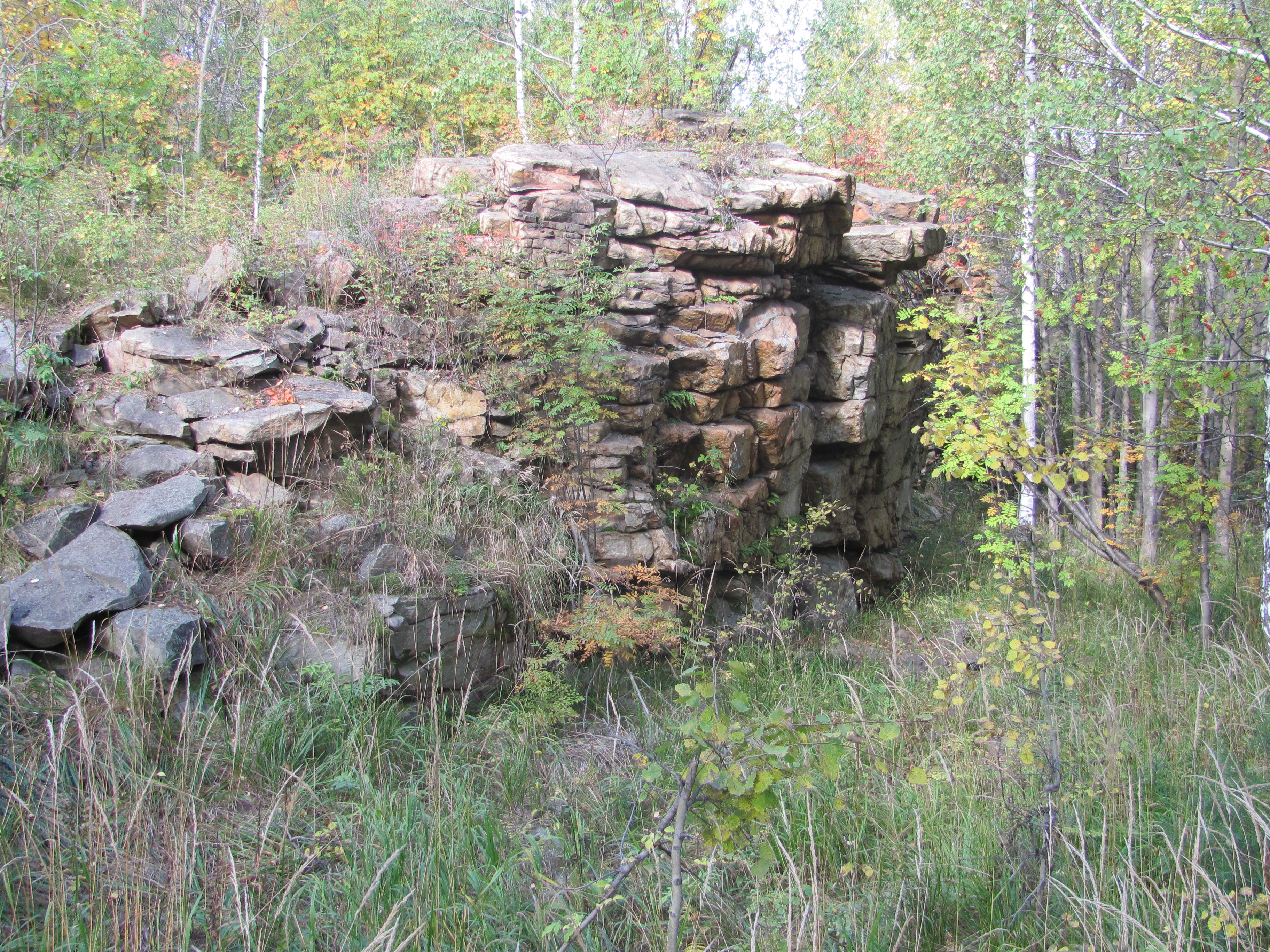
Небольшие скалы горы Юрьев Камень

## Угроза уничтожения
В 2012 году на горе Юрьев Камень планировалось строительство дробильно-сортировочного комплекса по добыче диоритовый производству щебёночно-гравийного камня с попутный вырубкой 500 Га леса. Строительство было санкционировано правительством Свердловской области, однако местным жителям удалось отстоять гору. В 2012—2013 гг. в Нижнем Тагиле и Черноисточинске проведено несколько крупных митингов, в результате которых областному правительству Свердловской области пришлось отозвать лицензию на строительство комплекса.

## Охранный статус
С 1916 года гора получила статус геоморфологического и ботанического памятника природы областного значения. Площадь памятника 847 га, территория входит в Нижне-Тагильское лесничество (Черноисточинский участок Николо-Павловского участкового лесничества — кварталы 159, 160, 166—168, 174, 175). Охраняющая организация — Дирекция по охране государственных зоологических охотничьих заказников и охотничьих животных в Свердловской области.